# Škoda Superb (1934)
Škoda Superb (anglicky skvělý, vynikající, jedinečný, znamenitý) označuje řadu luxusních vozů značky Škoda vyráběnou mezi lety 1934–1943 a 1946–1949.

## Historie

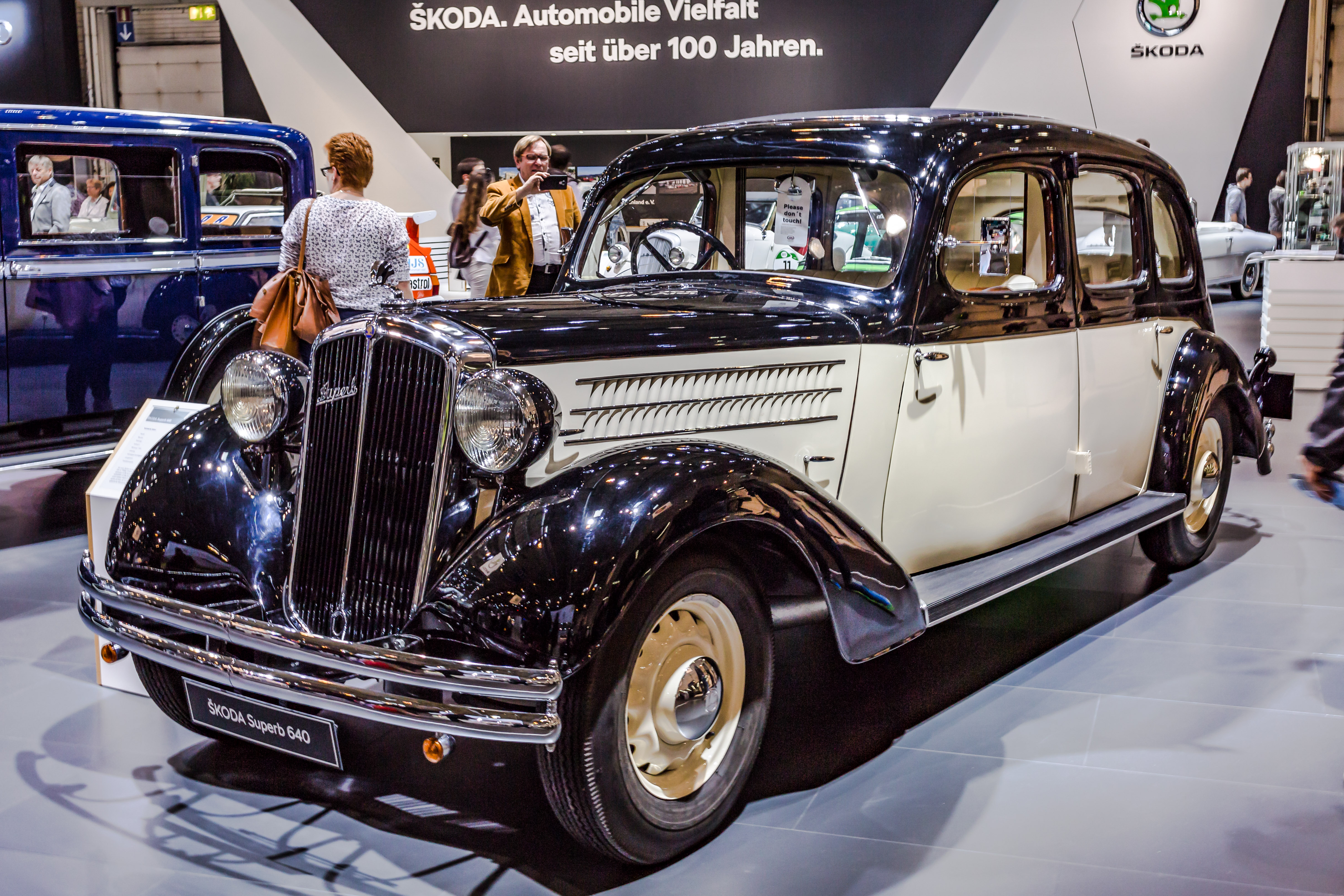
Škoda Superb 640

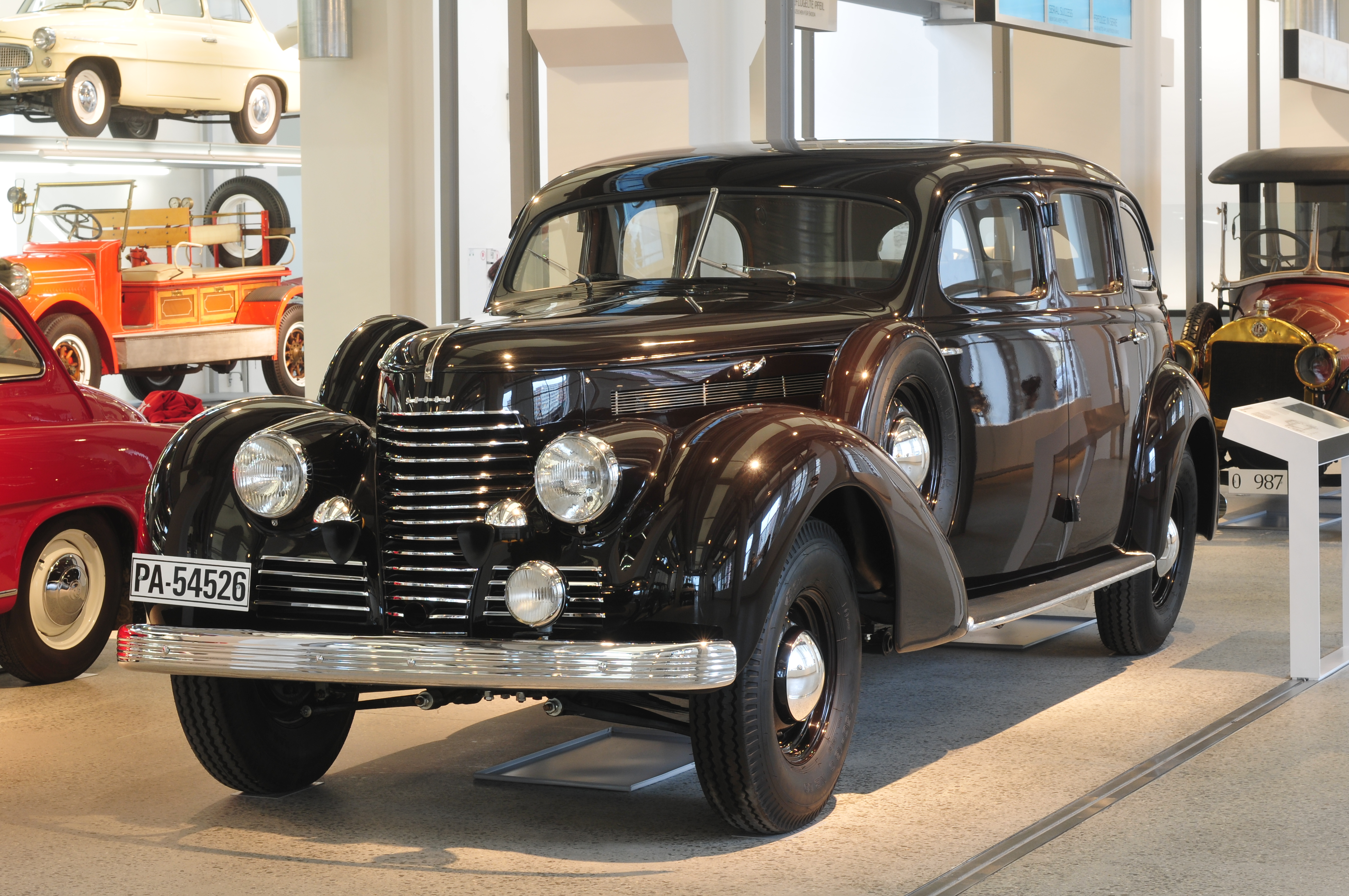
Škoda Superb V8

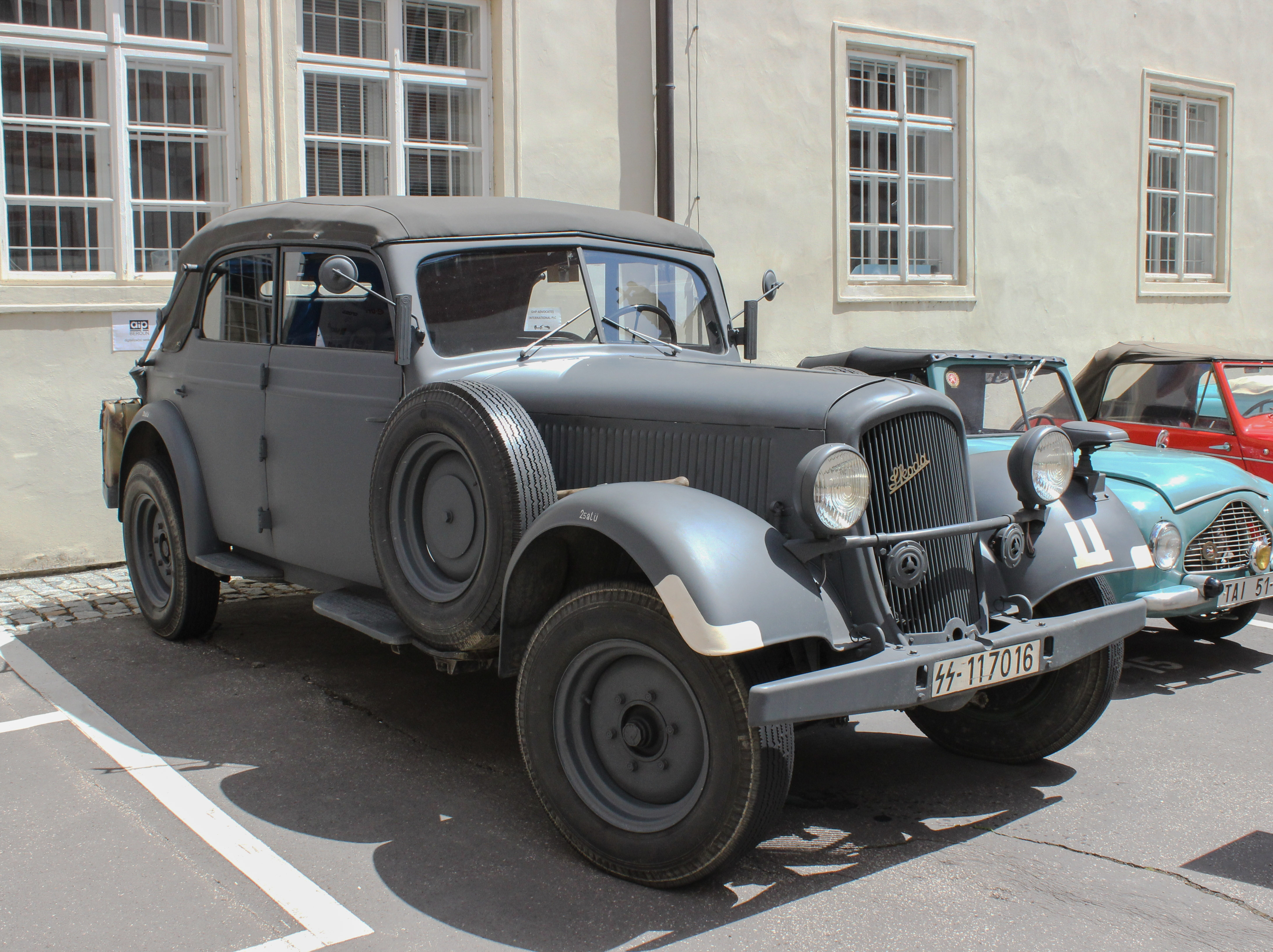
Škoda Superb 3000 Typ 952, Kfz. 21

Označení se začalo používat v roce 1934 společně s označením typu, první vůz nesl označení Škoda 640 Superb.
Během druhé světové války se vyráběly pro německou armádu vojenské vozy Škoda Superb 3000 typu 952 a 956. Typ 952 vyráběný mezi lety 1941 až 1943 měl poháněnou zadní nápravu a vyráběl se ve třech karosářských verzích – „kübelwagen“ (Kfz 15), velitelský kabriolet Kommandeurwagen(Kfz 21, vyrobeno 100 ks) a sanitní vůz (vyrobeno bylo 30 ks). Kübelwagen typu 956 z let 1942 až 1943 dosahoval o něco nižší rychlosti, ale měl náhon na všechna čtyři kola, vyrobilo se pouze 5 kusů.
V roce 1946 se Škoda k výrobě Superbů vrátila a pozměněný typ 924 vyráběla až do roku 1949.
Největší vyráběný Superb nesl označení Škoda Superb 4000 nebo Škoda Superb V8 podle jeho osmiválcového motoru. Číselně byl označován 919.

## Technická data
| Model             | Typ | Výroba      | Vyr. kusů | Motor                                      | Rozměry (délka × šířka × výška) |
| ----------------- | --- | ----------- | --------- | ------------------------------------------ | ------------------------------- |
| Škoda 640 Superb  | 640 | 1934 – 1939 | 201       | 2492 cm³, 6-cyl., 40,5 kW (55 k), 110 km/h | 5500 mm × 1700 mm × 1700 mm     |
| Škoda Superb      | 902 | 1936 – 1937 | 53        | 2704 cm³, 6-cyl., 44 kW (60 k), 115 km/h   | 5500 mm × 1700 mm × 1700 mm     |
| Škoda Superb      | 913 | 1936 – 1939 | 350       | 2916 cm³, 6-cyl., 48 kW (65 k), 120 km/h   | 5500 mm × 1700 mm × 1700 mm     |
| Škoda Superb OHV  | 924 | 1938 – 1943 | 113       | 3137 cm³, 6-cyl., 62 kW (85 k), 125 km/h   | 5200 mm × 1800 mm × 1720 mm     |
| Škoda Superb 4000 | 919 | 1939 – 1940 | 10        | 3991 cm³, 8-cyl., 70,7 kW (96 k), 135 km/h | 5700 mm × 1800 mm × 1750 mm     |
| Škoda Superb 3000 | 952 | 1941 – 1943 | 1626      | 3137 cm³, 6-cyl., 62 kW (85 k), 100 km/h   | 4800 mm × 1800 mm × 1720 mm     |
| Škoda Superb 3000 | 956 | 1942 – 1943 | 5         | 3137 cm³, 6-cyl., 62 kW (85 k), 90 km/h    |                                 |
| Škoda Superb OHV  | 924 | 1946 – 1949 | 162       | 3137 cm³, 6-cyl., 62 kW (85 k), 125 km/h   | 5300 mm × 1760 mm × 1710 mm     |